# سنة الطفحة
سنة الطفحة هي سنة الوفرة الاقتصادية الهائلة التي شهدتها الكويت في عام 1912، التي تميزت بنشاط اقتصادي غير مسبوق وشكلت علامة فارقة في تاريخ الكويت الحديث، وكان ذلك في عهد حاكم الكويت الشيخ مبارك الصباح.

## التمهيد
سنة الطفحة هو عام وخير ورخاء اقتصادي عم على دولة الكويت قديمًا، وبلغت عدد السفن المبحرة للغوص في هذا العام 800 سفينة من مختلف الأنواع وعمل عليها نحو 30 آلف رجل وبلغ دخل الغوص من هذه السنة 6 ملايين روبية وكان الغوص غوصين في عام الطفحة أَي يذهبون قبل شهر رمضان ثم يعودون الي الكويت لصيامه وبعد عيد الفطر يذهبون للغوص ثانية، أما عدد سفن السفر المبحرة في هذا العام فقد بلغت 200 سفينة وعدد من عمل عليها من الرجال بلغ 6000 رجل وإجمالي دخل حمولتها من البضائع في رحلة الذهاب والإياب أكثر من مليون روبية.

## النتائج
- يتضح من تحليل الأرقام المبينة أن الغالبية العظمى من سكان الكويت قديما يعملون في المهن البحرية المختلفة سواء بالغوص والسفر، حيث أن الكويت تعتمد في دخلها قديما علي البحر. فعدد العاملين بلغ 36 ألف، ويعد رقما كبيراً مقارنة بتعداد السكان البالغ 100 آلف نسمة في ذاك الوقت، هذا بالإضافة للعاملين في مجالات أخرى تتعلق بالمهن البحرية المساندة كصناع السفن «القلاليف» ومن يعمل بالعماير، وهم المتخصصون في بيع اللوازم المتعلقة في البحر قديما.[3]
- يتضح لنا أن الكويت كانت في المرتبة الأولى في صناعة السفن من حيث متانتها وقوة وكبر حجمها خاصة الشراعية منها وهذا يعود إلى براعة ومهارة صناع السفن الكويتيين قديما.
- كان لمدخول هذه السنة من عائدات الغوص والسفر، والذي بلغ 8 ملايين روبية وهو مبلغ كبير في ذالك الوقت، الأثر الكبير في فتح أبواب الزرق لأهالي الكويت قديما، فسددت الكثير من الديون وتحسن المستوى الاقتصادي للبلد وعم الرخاء.
- كان للرخاء الاقتصادي في سنة الطفحة الأثر الكبير في استقطاب الهجرات الوافدة الكويت قديما وذلك طلبًا للرزق مما أدى إلى إقبال الكثير من أهالي البادية للعمل في مهنة الغوص علي اللؤلؤ قديما حتى أصبح الكثير منهم ذو الخبرة وظهر منهم الكثير من النواخذة المشهورين في الكويت قديما.
- إنشاء العديد من الأسواق التجارية الجديدة داخل المدينة وبلغ عدد الأسواق 50 سوقا ولكل منها نشاط يختلف عن الأخر.
- في سنة الطفحة امتلكت الكويت أسطولا ضخمًا من السفن وهو الأكبر في الخليج العربي قديما بلغ تعداده أكثر من ألف سفينة، مما أدى إلى اهتمام وتخوف القوى العظمي المتصارعة في ذاك الوقت من تحول هذا الأسطول إلى قوة عسكرية هائلة ولكن طبيعة أهل الكويت المسالمة أبعدت تلك المخاوف والشكوك.
- توافدت الجالية الكويتية إلى مدن الهند المختلفة من أثر هذا الرخاء لممارسة التجارة ومتابعة نشاطها التجاري في الهند التي تعتبر من المراكز التجارية المهمة في ذاك الوقت، مما أدى فيما بعد إلى استقرار بعضهم هناك لفترات طويلة وعمل لديهم الكثير من الكويتيين لتحسين وضعهم المعيشي.
- أتى للكويت في هذا العام فئة جديد من العملة الهندية القديمة الورقية المتعامل بها في الكويت قديما من فئة 1000 روبية وذلك لمواجهة حجم التعامل الكبير في هذا العام.[4]